# Hornchurch (stanice metra v Londýně)
Hornchurch je stanice metra v Londýně, otevřená 1. května 1885. Elektrifikace proběhla roku 1908. V letech 1948-1969 byla stanice pod vedením British Railways. Autobusové spojení zajišťují linky 193, 252 a 256. Stanice se nachází v přepravní zóně 6 a leží na lince:
- District Line mezi stanicemi Elm Park a Upminster Bridge.

| Rok  | Počet cestujících |
| ---- | ----------------- |
| 2011 | 1,98 mil          |
| 2012 | 2,00 mil          |
| 2013 | 1,99 mil          |
| 2014 | 2,15 mil          |